# Administrativní dělení Ázerbájdžánu
Ázerbájdžán se dělí na:
- 59 rajónů (okresů) (rayonlar, j. č. rayon)
- 11 měst (şəhərlər, j. č. şəhər)
- 1 autonomní republiku (muxtar respublika) Nachičevanská autonomní republika
  - 7 rajónů (okresů)
  - 1 město a
- 1 autonomní oblast (Náhorní Karabach)
  - na mapě vyznačena zeleně

Prezident Ázerbájdžánu jmenuje guvernéry rajónů a měst, zatímco vláda Nachičevanu je vybrána a odsouhlasena parlamentem Nachičevanské autonomní republiky.

## Členění

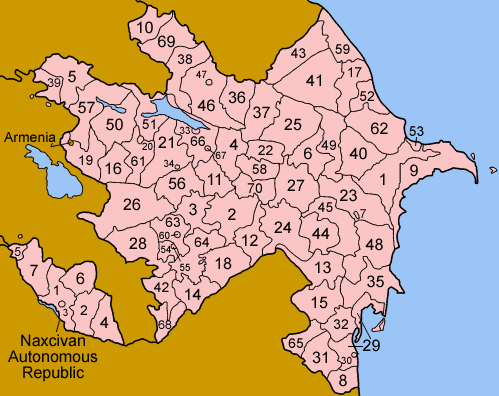
Mapa administrativního dělení Ázerbájdžánu

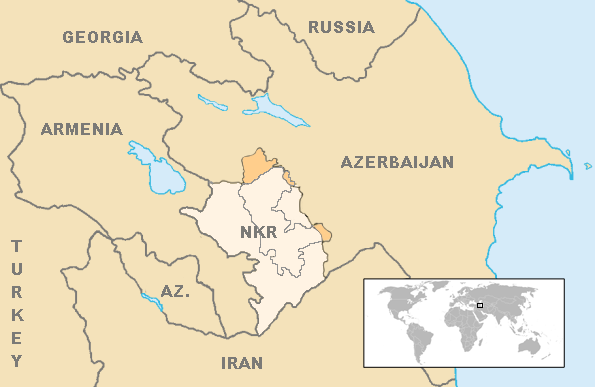
Vyznačení Náhorno-karabašské republiky (NKR)

### Rajóny a města Ázerbájdžánu
Samosprávná města jsou vyznačena tučně.
1. Abşeron (včetně exklávy Baku)
2. Ağcabədi
3. Ağdam
4. Ağdaş
5. Ağstafa
6. Ağsu
7. Şirvan
8. Astara
9. Baku (Bakı)
10. Balakən
11. Bərdə
12. Beyləqan
13. Biləsuvar
14. Cəbrayıl
15. Cəlilabad
16. Daşkəsən
17. Dəvəçi
18. Füzuli
19. Gədəbəy (hranice exklávy s Arménií)

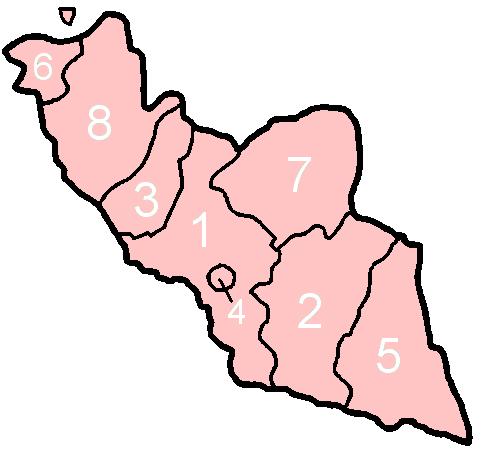
Mapa administrativního dělení Nachičevanské autonomní republiky

20. Gəncə
21. Goranboy
22. Göyçay
23. Hacıqabul
24. İmişli
25. İsmayıllı
26. Kəlbəcər
27. Kürdəmir
28. Laçın
29. Lənkəran
30. Lənkəran
31. Lerik
32. Masallı
33. Mingəçevir
34. Naftalan
35. Neftçala
36. Oğuz
37. Qəbələ
38. Qax
39. Qazax (včetně 2 exkláv v Arménii)
40. Qobustan
41. Quba
42. Qubadlı
43. Qusar
44. Saatlı
45. Sabirabad
46. Şəki
47. Şəki
48. Salyan
49. Şamaxı
50. Şəmkir
51. Samux
52. Siyəzən
53. Sumqayıt
54. Şuşa
55. Şuşa
56. Tərtər
57. Tovuz (hranice exklávy s Arménií)
58. Ucar
59. Xaçmaz
60. Chankendi
61. Göygöl (dříve Xanlar)
62. Xızı
63. Xocalı
64. Xocavənd
65. Yardımlı
66. Yevlax
67. Yevlax
68. Zəngilan
69. Zaqatala
70. Zərdab

### Nachičevanská autonomní republika
7 rajónů a město (şəhər) Nachičevanské autonomní republiky jsou číslovány a řazeny odděleně.
1. Babək
2. Culfa
3. Kəngərli
4. Nachičevan (Naxçıvan Şəhər)
5. Ordubad
6. Sədərək (včetně exklávy v Arménii)
7. Şahbuz
8. Şərur

## 9 největších měst
1. Baku - 2 074 300
2. Sumqayıt - 341 200
3. Gəncə - 331 000
4. Mingačevir - 95 200
5. Qaraçuxur - 72 200 (předměstí Baku)
6. Şirvan - 71 125
7. Bakıxanov - 66 300 (předměstí Baku)
8. Nachičevan - 64 500
9. Şəki - 62 100